# Tiliaphis
Tiliaphis är ett släkte av insekter. Tiliaphis ingår i familjen långrörsbladlöss.
Kladogram enligt Catalogue of Life:
| Tiliaphis | \| \| Tiliaphis coreana \| \| \| \| \| \| Tiliaphis pseudoshinae \| \| \| \| \| \| Tiliaphis shinae \| \| \| \| \| \| Tiliaphis shinjii \| \| \| \| |
|           | \| \| Tiliaphis coreana \| \| \| \| \| \| Tiliaphis pseudoshinae \| \| \| \| \| \| Tiliaphis shinae \| \| \| \| \| \| Tiliaphis shinjii \| \| \| \| |
|           | Tiliaphis coreana |
|           | |
|           | Tiliaphis pseudoshinae |
|           | |
|           | Tiliaphis shinae |
|           | |
|           | Tiliaphis shinjii |
|           | |